# Bavaria Slavica
 (avril 2025).
Si vous disposez d'ouvrages ou d'articles de référence ou si vous connaissez des sites web de qualité traitant du thème abordé ici, merci de compléter l'article en donnant les références utiles à sa vérifiabilité et en les liant à la section « Notes et références ».

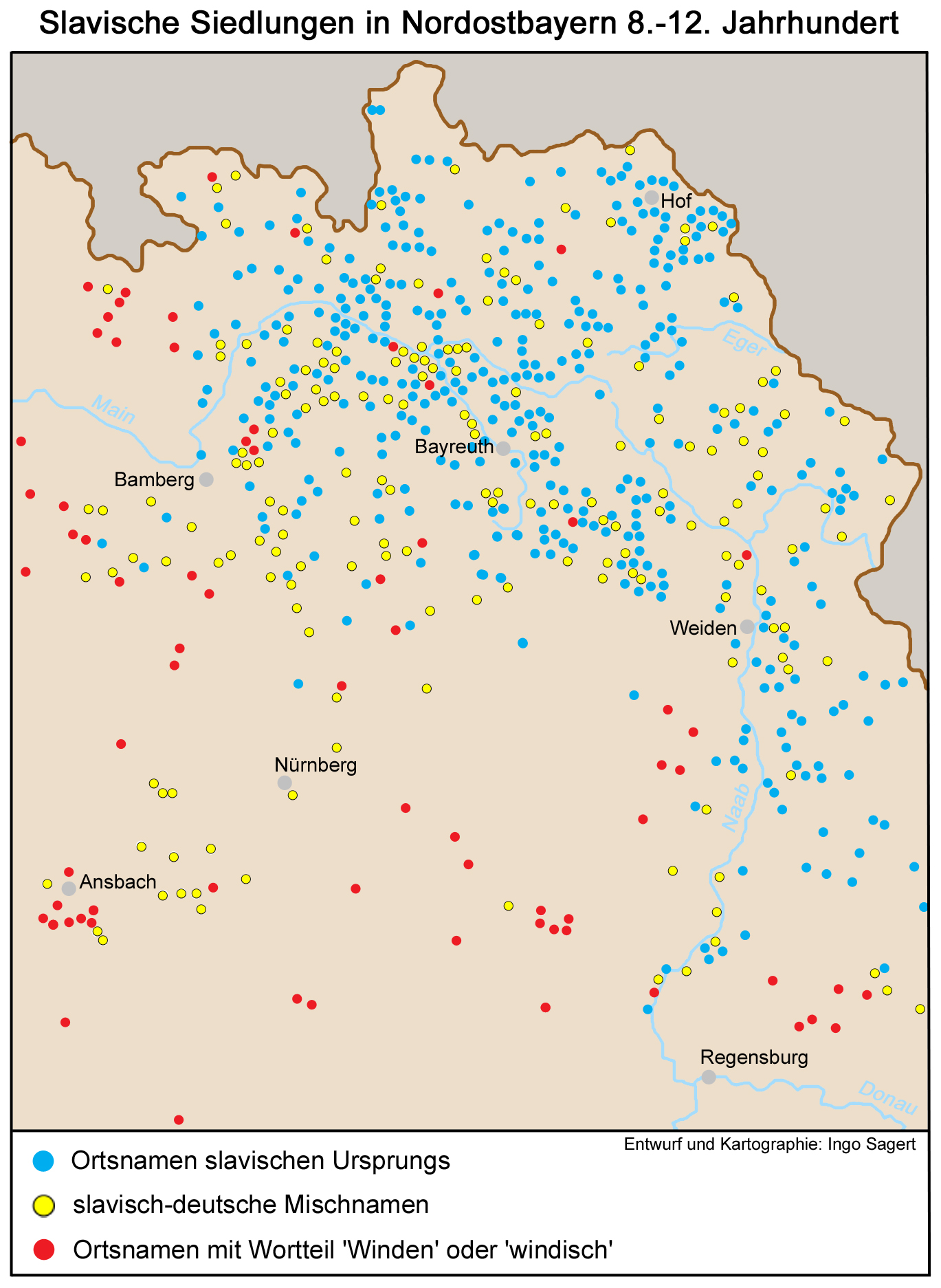
Toponymie témoignant de la présence slave en Bavière.

La notion de Bavaria Slavica est un terme historiographique utilisé pour désigner les zones peuplées par des peuplades slaves occidentales (ou Wendes) entre le VIe et XIIe siècles dans le nord-est de la Bavière. Les Wendes s'installèrent en Bavière en plusieurs vagues entre le VIe et IXe siècles, puis aux Xe et XIe siècles. L'installation de Wendes loyalistes, ainsi que d'autres tribus mineures, fut favorisée par l'empereur franc Charlemagne. Plus tard, la Francie oriental a également installé des Wendes en grande partie christianisés dans des régions de Bavière rurales, inhabitées ou menacées par des soulèvements. Une fois la migration terminée, ils furent rapidement assimilés par les Francs locaux, qui constituaient toujours la population majoritaire, et par les Bavarii.